# Germán Ríos Linares
Germán Ríos Linares est l'une des neuf paroisses civiles de la municipalité de Cabimas dans l'État de Zulia au Venezuela. Elle est l'une des paroisses civiles urbaines du chef-lieu de la municipalité de Cabimas avec celles d'Ambrosio, Carmen Herrera et La Rosa.

## Étymologie
La paroisse civile est nommée en l'honneur de Germán Ríos Linares, président de 1959 à 1964 du conseil municipal du l'ancienne circonscription de Bolívar qui regroupait les actuelles municipalités de Santa Rita, Cabimas, Simón Bolívar, Lagunillas et Valmore Rodríguez sur la rive orientale du lac de Maracaibo.

## Géographie

### Situation

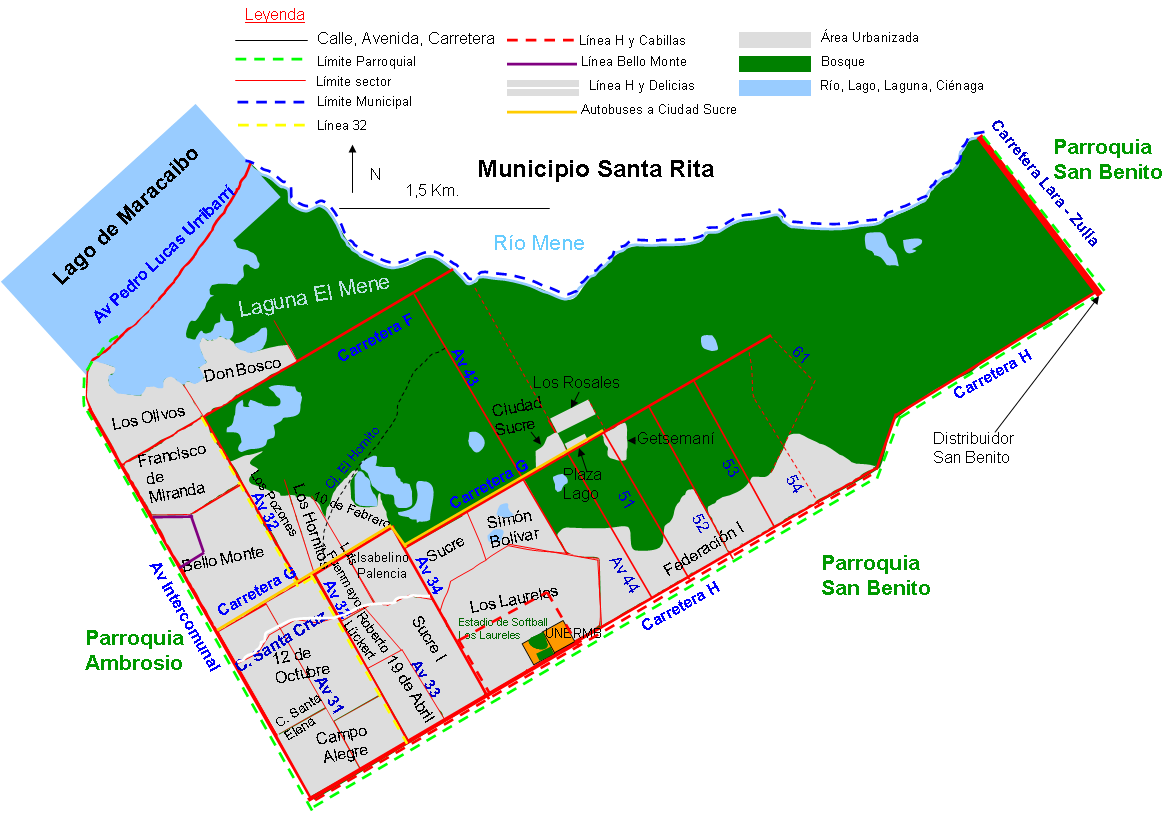
Carte de la paroisse civile.

La paroisse civile est située au bord du lac de Maracaibo qui constitue sa bordure au nord-ouest. Elle est limitée au nord par le río Mene, à l'est par la carretera Lara-Zulia, au sud-est par la carretera H et à l'ouest par l'avenida Intercommunal. Elle constitue la partie nord-ouest de la ville de Cabimas.

## Lieux et monuments
Elle abrite peu de lieux emblématiques de la ville excepté le stade de softball Las Laureles.